# Kevin Tse
Kevin Tse Wing Kin (Hongkong, 19 januari 1979) is een Macaus autocoureur.

## Carrière
Tse begon zijn autosportcarrière in de ADAC Volkswagen Polo Cup in 2009. In 2010 maakte hij de overstap naar de Chinese Volkswagen Scirocco Cup en eindigde achter Andrea Reggiani als tweede in de eindstand. In 2011 won hij de Macau AAMC Roadsport Series en werd hij eveneens vierde in de Macau Roadsport Race. In 2012 werd hij tweede in de Aziatische Lamborghini Super Trofeo en vijfde in de A2-klasse van de 24 uur van Dubai. In 2013 eindigde hij als derde in de B-klasse van de Macau Porsche Carrera Cup en werd hij elfde in de Aziatische Porsche Carrera Cup tijdens de non-kampioenschapsrace tijdens de Grand Prix van Macau. In 2014 won hij, uitkomend voor Craft-Bamboo Racing, de CN-klasse van de Asian Le Mans Series door alle vier de races te winnen. In 2015 werd hij elfde in het Macau AAMC Touring Car Championship en veertiende in de A-klasse van de Chinese Renault Clio Cup.
In 2016 maakte Tse de overstap naar de TCR Asia Series, waarin hij voor TeamWork Motorsport uitkwam in een Volkswagen Golf GTI TCR. Tijdens de race op het Sepang International Circuit behaalde hij zijn eerste overwinning. Dat jaar maakte hij op Sepang ook zijn debuut in de TCR International Series voor TeamWork in een Volkswagen en eindigde de races als twaalfde en elfde.